# Golice
Golice so kmečko naselje, ki se nahaja v zgornjem delu Tuhinjske doline pod Menino planino v Občini Kamnik, natančneje oddaljeno 16 km od Kamnika.
Kraj je zelo dobro izhodišče za peš pot na Menino in Bibo planino pod Vivodnikom.
- Golice, središče vasi
- Pogled na Tuhinjsko dolino

## Zgodovina
V arhivskih listinah se Golice v Tuhinjski dolini prvič omenjajo v urbarju posesti, ki je spadala pod kamniško deželno sodišče in ki je bil sestavljen okoli leta 1400. V Golicah, ki so v urbarju zapisane kot Golicz je bil takrat sedež župe, ki jo je vodil z župano Janez.  Kraj se navaja tudi v kasnejšem urbarju iste posesti, sestavljenem leta 1477. 
V Golicah so med drugo svetovno vojno večkrat taborili partizani. Veliko Goličanov je v svoje domove sprejemalo ranjence in jih skrivoma oskrbovali tako s sanitarno oskrbo kot hrano. Od leta 1944 je bila tukaj tudi kurirska javka.
Tik pod vasjo stoji spomenik posvečen preboju Šlandrove brigade, ki se je tu skupaj z borci Zidanškove brigade in VDV po večdnevnih bojih 16.3.1945 prebila iz sovražnikovega obroča.

## Turizem
Vas Golice pogosto predstavlja izhodiščno točko za pohod na Menino planino in je kot taka priljubljena postaja za hribolazce in kolesarje. Leta 2023 se je v vasi odprl kamp GoLife Center, kjer gosti lahko prenočijo s svojimi avtodomi ali v glamping hiškah – delu lokalnega mizarja. 
- GoLife center, glamping hiške
- GoLife center